# 정도선
정도선(鼎島線)은 황해남도 해주시의 왕신역과 같은 시내에 있는 정도역을 연결하는, 조선민주주의인민공화국의 철도노선이다.

## 노선 정보
- 노선과 거리 : 왕신역~정도역(거리는 미상)
- 역 수 : 2개(양단역 포함)
- 궤도 간격 : 1435mm(표준궤)
- 전철화 구간 : 전 구간(직류 3000V)
- 복선 구간 : 없음

## 연혁
- 1937년 5월 10일 : 조선철도에서 황해선(黃海線)의 지선으로 동포역과 정도역 구간을 개통함[1]
- 1944년 4월 1일 : 본선은 조선총독부 철도 소속으로 전환되고 노선명은 '정도선'으로 변경됨[2]

## 역 목록
다음은 1944년 4월 당시의 역목록이다.
| 역이름     | 영업거리 (km) | 접속노선 | 소재지 (1944년 당시) | 비고                     |
| ---------- | ------------- | -------- | -------------------- | ------------------------ |
| 동포(東浦) | 0.0           | 사해선   | 황해도 해주부        |                          |
| 정도(鼎島) | 0.7           |          | 황해도 해주부        | 1937년도의 영업거리 적용 |

## 같이 보기
- 황해선